# Noordelijke boommiereneter
De noordelijke boommiereneter of noordelijke tamandoea (Tamandua mexicana) is een zoogdier uit de familie van de echte miereneters (Myrmecophagidae). De wetenschappelijke naam van de soort werd gepubliceerd door Henri Louis Frederic de Saussure in 1860. Deze soort leeft  van Zuid-Mexico tot Venezuela en Noord-Peru.

## Uiterlijk
De noordelijke boommiereneter heeft een kop-romplengte van 47-77 cm, een staart van 40-67 cm lang en een gewicht van 4-7 kg. De vacht is goudbruin met een zwarte V-vorm op de rug.

## Leefgebied
De miereneter leeft in diverse bosgebieden, variërend van regenwoud en nevelwoud tot  droogbos en boomsavanne.

## Leefwijze
De noordelijke boommiereneter is dagactief en aangepast aan het leven in de bomen met zijn grote klauwen en grijpstaart. Boommiereneters gaan echter ook regelmatig op de grond op zoek naar voedsel, dat vooral bestaat uit mieren en termieten. Bovendien is de noordelijke boommiereneter een goede zwemmer.

## Voortplanting
Na een draagtijd van ongeveer 225 dagen wordt een jong geboren. Boommiereneters dragen hun jongen gedurende enkele maanden op de rug.